# 마쓰다이라 요시타쓰

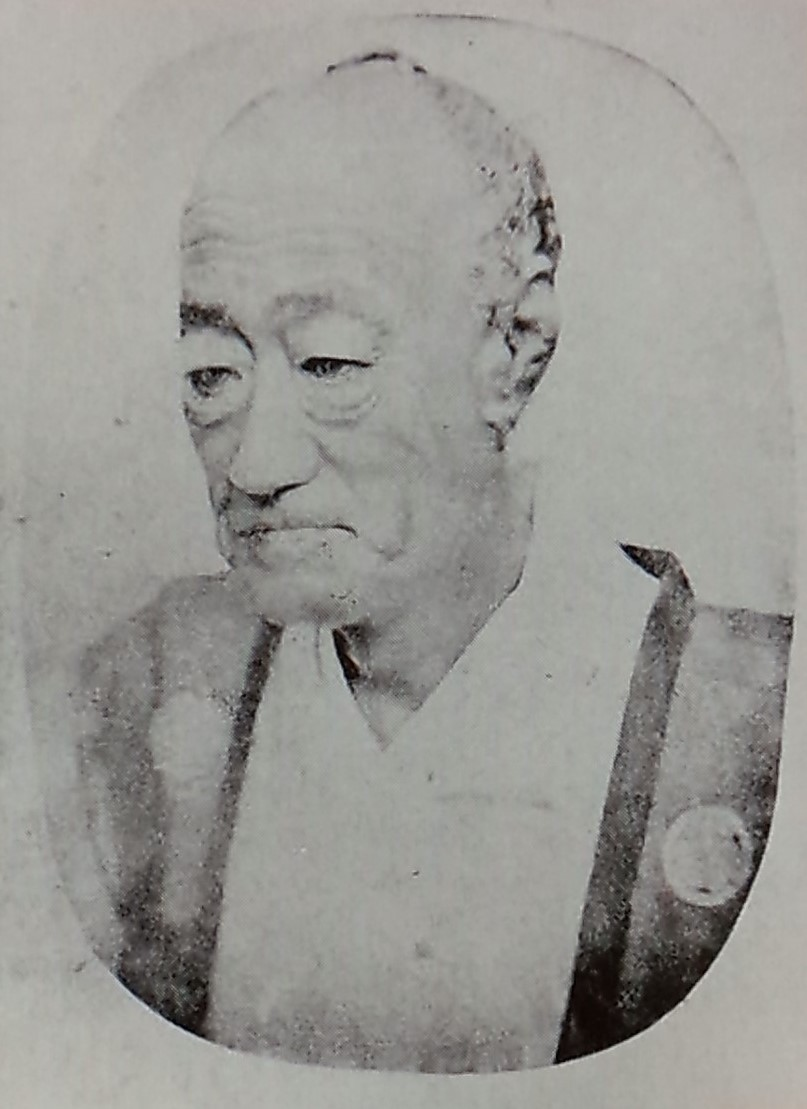
마쓰다이라 요시타쓰

마쓰다이라 요시타쓰(松平義建)는 미노 다카스 번 제10대 번주이다. 자식들 중 요시카쓰, 모치하루, 가타모리, 사다아키는 후세에 다카스 4형제(高須四兄弟)로서 막말에 활약하였다.
| 전임 마쓰다이라 요시나리 | 제10대 다카스 번 번주 (요쓰야 마쓰다이라 가) 1832년 ~ 1850년 | 후임 마쓰다이라 요시치카 |